# Sidney Poitier
Sidney Poitier (pronunciación AFI: ['pwɑtiˌeɪ]) (Miami, 20 de febrero de 1927-Los Ángeles, 6 de enero de 2022) fue un actor, director de cine, escritor y diplomático estadounidense de origen bahameño, ganador del Premio Óscar a Mejor actor por Los lirios del valle en 1964 y del Óscar Honorífico en 2002.
Su buena apariencia, agradable personalidad y sólidas interpretaciones le abrieron la puerta en el mundo del celuloide ganando un gran reconocimiento, en las cuales desafiaba los estereotipos raciales. De esta manera dio una gran credibilidad a los actores negros en el mundo occidental.
De hecho, Fugitivos (1958) le valió la primera nominación de un actor afroamericano al Premio Óscar. Con Los lirios del valle (1963) obtuvo el Óscar, convirtiéndose en el primer actor afroamericano en la categoría al Mejor actor principal. En lo sucesivo, Poitier representó papeles controvertidos y relacionados constantemente con la lucha racial de los años setenta, siendo por ello un referente en la comunidad negra y en el movimiento por la igualdad de derechos en los EE. UU.. También hizo varias películas como director. En 1965 participó en la película antibelicista The Bedford Incident junto a Richard Widmark. En 1967 protagonizó tres películas: To Sir, With Love, En el calor de la noche, y Adivina quién viene a cenar esta noche.
También dirigió películas como Sucedió un sábado, Let's Do It Again (con su amigo Bill Cosby), y Locos de remate (protagonizada por Richard Pryor y Gene Wilder). 
En 2002, treinta y ocho años después de recibir el Óscar al mejor actor, Poitier fue elegido por la Academia de las Artes y las Ciencias Cinematográficas de Hollywood para recibir el Óscar Honorífico.

## Biografía

### 1927-1947: Primeros años
Hijo de padres bahameños de la isla Cat dedicados al negocio de la agricultura, Evelyn Outten y Reginald James Poitier. Su padre también fue taxista en Nasáu. Poitier nació tras siete meses de gestación durante una visita de estos a Miami en 1927, adquiriendo de este modo la doble ciudadanía estadounidense y bahameña (británica en esa época por ser colonia inglesa). Era el más joven de siete hermanos
Aunque existen unos pocos Poitiers en la historia de Bahamas, algunos creen que los ancestros de Poitier habrían emigrado de Haití, y probablemente como  resultado de una huida de esclavos de comunidades a través de las Bahamas, incluidas la Isla de Cat. Sin embargo, habría habido un Poitier de ascendencia francesa en Cat Island, el plantador Charles Leonard Poitier, que había inmigrado de Jamaica a principios del siglo XIX, posiblemente originario de Haití. En 1834, tras la abolición de la esclavitud de 1833, 86 esclavos de la propiedad de su esposa mantuvieron el nombre de Poitier.
Poitier vivió con su familia en Cat Island hasta que, cuando tenía diez años, se mudó con su familia a Nasáu. Allí se dio de brucescon el mundo moderno, donde vio el primer coche, aparatos eléctricos o el cine. Se crio en la fe católica pero se convirtió al agnosticismo con simpatías por el deísmo.
A los quince años, en 1942, se fue a Miami para vivir con su hermano, pero a Poitier le resultó imposible adaptarse al racismo en la era de Jim Crow en Florida. Alos 16 años, se trasladó a Nueva York, intentando convertirse en actor. Mientras tanto, mantiene una serie de trabajos como lavaplatos. Después de rechazo en su primera audición en el American Negro Theatre debido a su incapacidad para leer con fluidez el guion, un anciano camarero judío se sentó con él todas las noches durante varios meses, ayudándolo a mejorar su lectura usando el periódico. Durante la Segunda Guerra Mundial, en noviembre de 1943, mintió sobre su edad (solo tenía 16 años) para alistarse al ejército. Fue asignado a un hospital de la administración de Veteranos en Northport (Nueva York) y trabajó con pacientes psiquiátricos. Poitier se molestó por la forma en que el hospital trataba a sus pacientes y fingió una enfermedad mental para obtener el alta. Poitier confesó a un psiquiatra que estaba fingiendo su condición, pero el médico se mostró comprensivo y le concedió el alta bajo la Sección VIII de la regulación del ejército 615–360 en diciembre de 1944.
Después de dejar el ejército, trabajó como lavaplatos hasta que una audición exitosa le consiguió un papel en una producción del American Negro Theatre, la misma compañía con la que fracasó en su primera audición.

### 1947-1957: Inicios en el mundo de la interpretación
Poitier se unió a la American Negro Theater pero fue rechazado en las audiciones. Al contrario de lo que se esperaba de los actores negros en ese momento, Poitier no tenía la capacidad del canto. Determinado a perfeccionar sus capacidades actorales y para relajar su acento bahamiano, estuvo los siguientes seis meses dedicándose a lograr el éxito teatral. Modeló su legendario patrón de habla inspirándose en el locutor de radio Norman Brokenshire. En su segundo intento de introducirse en el teatro, obtuvo un papel principal en la producción Lysistrata de Broadway , a través de la cual, aunque tan solo duró cuatro días en cartelera, recibió una invitación para ser suplente de la obra Anna Lucasta. Poitier más tarde se haría amigo de Harry Belafonte en el American Negro Theatre.
En 1947, Poitier fue miembro fundador del Committee for the Negro in the Arts (CNA), una organizacíon cuyo participantes estaban comprometidos con un análisis de izquierda de la explotación racial y de clase. Entre otras actividades en la CNA, a principios de los 50 fue Vicepresidente de la organización. En 1952, fue uno de los narradores en un concurso escrito por Alice Childress y Lorraine Hansberry para el Festival de Historia Negra organizado por el periódico mensual izquierdista de Harlem Freedom.
Su participación en los eventos de la CNA generalmente con otros compañeros negros de izquierdas como Canada Lee y Paul Robeson, provocó que Poitier fuera incluido en la lista negra durante unos años. Incluso la asociación con Poitier contribuyó a la inclusión en la lista negra de Alfred Palca, el escritor y productor de una de las primeras películas de Poitier Go Man Go de 1954. Poitier nunca firmó un juramento de lealtad, a pesar de que se le preguntó en relación con su posible papel en Semilla de maldad (Blackboard Jungle) (1955).
A finales de 1949, Poitier tuvo que elegir entre el teatro o la oferta que le ofreció el productor Darryl F. Zanuck para la película Un rayo de luz (No Way Out) (1950). Para hacer este papel, mintió a Joseph L. Mankiewicz con su edad al decirle que tenía 27 años cuando en realidad tan solo tenía 22.
Su interpretación en No Way Out, como médico que trataba a un fanático blanco (interpretado por Richard Widmark, quien se hizo amigo), fue notado y llevado a más papeles, cada uno considerablemente más interesante y más prominente que los que se ofrecían a la mayoría de los actores afroamericanos de la época. En 1951, viajó a Sudáfrica con el actor afroamericano Canada Lee para protagonizar la versión cinematográfica de Tierra prometida (Cry, the Beloved Country). Su escalada en la interpretación continuaría con el papel de Gregory W. Miller, un miembro de una clase incorregible de secundaria en Semilla de maldad (Blackboard Jungle) (1955). Pero fue su actuación en la película de 1957 de Martin Ritt Donde la ciudad termina (Edge of the City) lo que la industria no pudo ignorar. Fue un paso hacia el estrellato que se le concedió.
Poitier disfrutó trabajando con el director William Wellman en Adiós Lady (Good-bye, My Lady) (1956). Lo que Poitier recordaba de forma indeleble era la maravillosa humanidad de este talentoso director. Wellman tenía una sensibilidad que Poitier consideraba profunda, y que Wellman sentía que necesitaba ocultar. Más tarde, Poitier elogió a Wellman por inspirar su enfoque reflexivo en la dirección cuando tomó el mando de Joseph Sargent en Buck y el farsante (Buck and the Preacher) de 1971.

### 1958–1969: Lanzamiento al estrellato

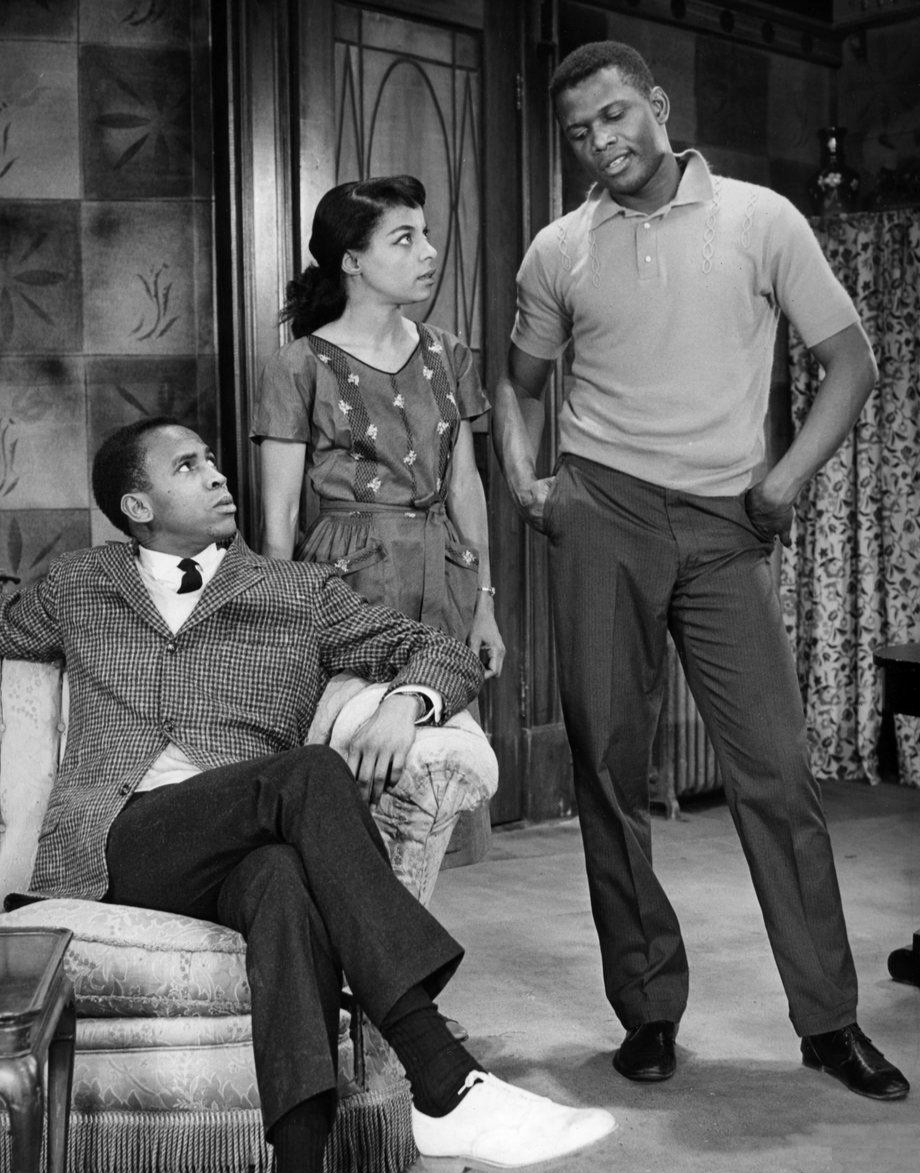
Una toma den la obra de teatro A Raisin in the Sun en 1959, con (de izquierda a derecha) Louis Gossett Jr. como George Murchison, Ruby Dee como Ruth Younger y Poitier como Walter Younger

El salto al estrellato de Poitier llegó en 1958 cuando protagonizó junto a Tony Curtis la película del Stanley Kramer Fugitivos (The Defiant Ones). La película fue un éxito comercial y de crítica y se elogiaron las actuaciones de Poitier y Curtis. La película obtuvo ocho nominaciones al Premio de la Academia, incluidas nominaciones a Mejor Película y Mejor Actor para ambas estrellas, lo que convirtió a Poitier en el primer actor afroamericano nominado en un papel principal. Poitier sí que consiguió el Premio BAFTA al mejor actor extranjero. 
Poitier actuó en su primera producción de A Raisin in the Sun junto a Ruby Dee en el Ethel Barrymore Theatre de Broadway en 1959. La obra estuvo dirigida por Lloyd Richards. La obra presentó detalles de la vida de los negros al público abrumadoramente blanco de Broadway, mientras que el director Richards observó que era la primera obra que atraía a un gran número de negros. La obra fue una pieza innovadora del teatro estadounidense con Frank Rich, crítico de The New York Times que escribió en 1983, que A Raisin in the Sun "cambió el teatro estadounidense para siempre". Por su interpretación, ganó una nominación al Premio Tony al mejor actor principal. Ese mismo año Poitier protagonizó la versión cinematográfica de Porgy y Bess (1959) junto a Dorothy Dandridge. Por esta actuación, Poitier recibió en 1960 la nominación del Globo de Oro al mejor actor en comedia o musical.

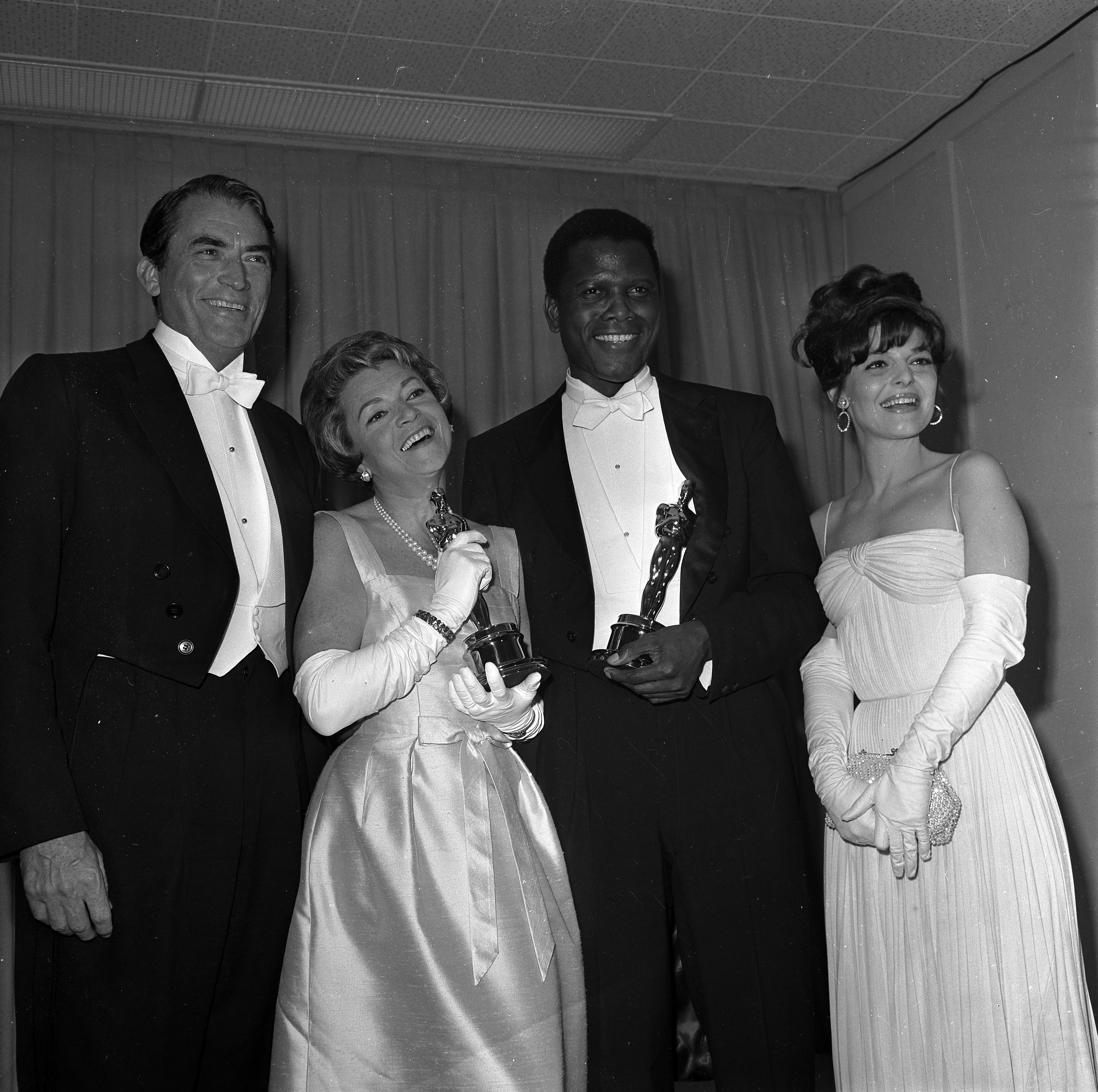
Poitier junto a Gregory Peck, Annabella y Anne Bancroft en los Premios Óscar de 1963.

En 1961, Poitier protagonizó la adaptación al cine de Un lunar en el sol (A Raisin in the Sun) por el que recibió la nominación a los Globos de Oro. También en 1961, Poitier lideró el reparto de Un día volveré (Paris Blues) junto a Paul Newman, Joanne Woodward, Louis Armstrong y Diahann Carroll. La película trataba el racismo estadounidense de la época contrastándolo con la aceptación abierta de París de la gente negra. En 1963 volvió a trabajar con Los lirios del valle (Lilies of the Field). Con este papel ganó el Óscar al mejor actor convirtiéndose en el primer actor negro en conseguir el premio en la categoría de protagonista. En sus memorias, destaca que su alegría por este premio se vio frustrada por su preocupación de que éste fuera más bien una industria que se felicitaba por tenerlo como símbolo y le impediría solicitar un caché más elevado de aquí en adelante. Poitier trabajó relativamente poco durante el año siguiente; siguió siendo el único actor importante de ascendencia africana y los papeles ofrecidos fueron predominantemente encasillados por su voz suave.
En 1964, Poitier grabó un álbum con el compositor Fred Katz llamado Poitier Meets Plato, en el que Poitier recita pasajes de los escritos de Platón. Un año después, protagonizó el drama político Estado de alarma (The Bedford Incident) (1965) junto al actor y también productor Richard Widmark, estuvo presente en La historia más grande jamás contada (The Greatest Story Ever Told) (1965) junto a Charlton Heston y Max von Sydow y Un retazo de azul (A Patch of Blue) (1965) junto a Elizabeth Hartman y Shelley Winters.
En 1967, consigue llegar cénit de su éxito contra tres películas paradigmáticas: Rebelión en las aulas (To Sir, with Love), En el calor de la noche (In the Heat of the Night ) y Adivina quién viene a cenar esta noche (Guess Who's Coming to Dinner). Aunque estas tres películas aparentemente compartían pocas similitudes, todas, aunque no abiertamente, abordaron la división entre blancos y negros. En To Sir, with Love, Poitier interpreta a un profesor de una escuela secundaria en el East End de Londres. La película trata sobre cuestiones sociales y raciales en la escuela del centro de la ciudad. La película recibió respuestas mixtas; sin embargo, Poitier fue elogiado por su actuación, y el crítico de Time escribió: "Incluso los momentos débiles son salvados por Poitier, quien invierte su papel con una calidez sutil."

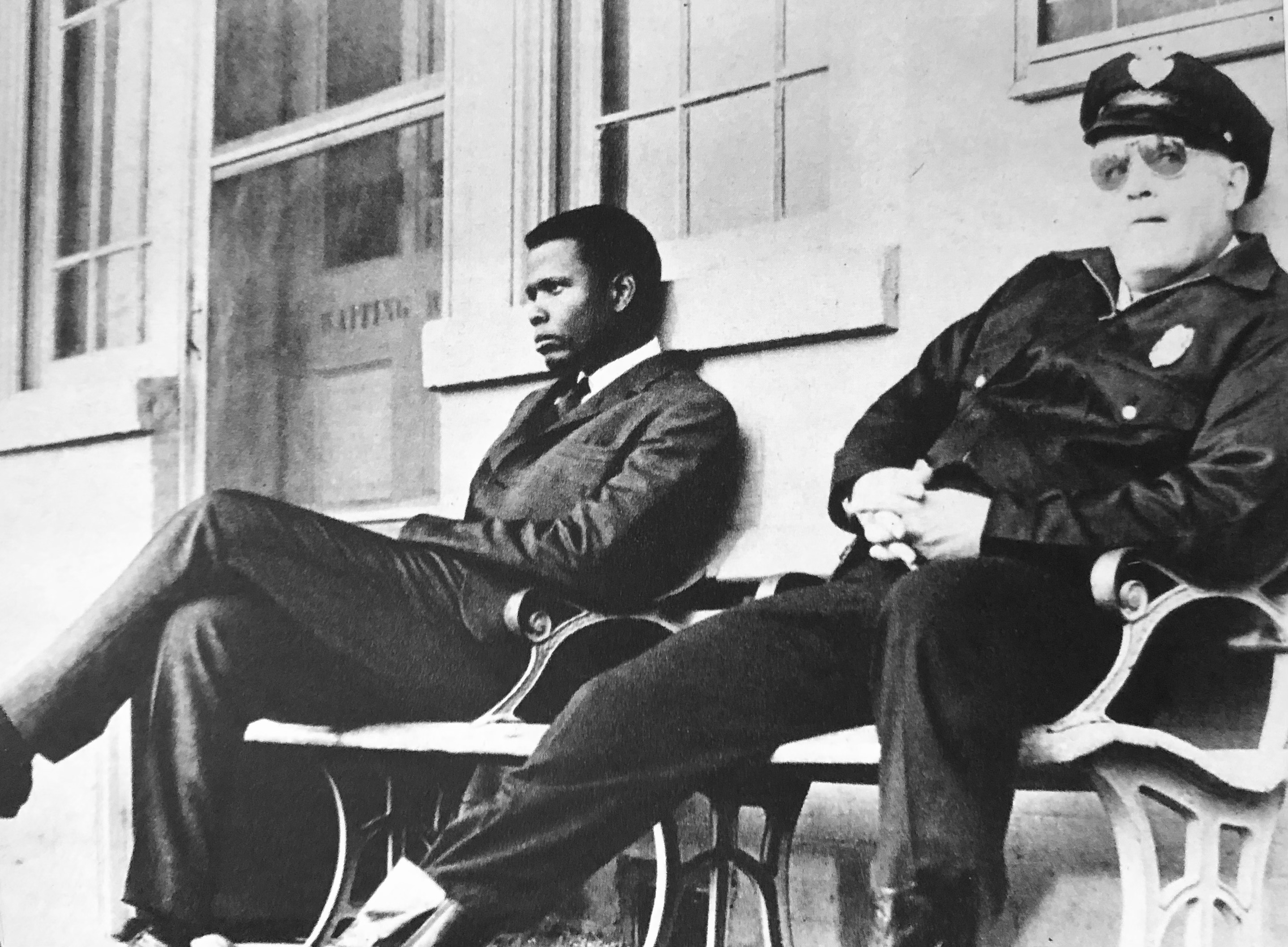
Poitier y Rod Steiger en un fotograma en En el calor de la noche (1967).

En la cinta de misterio de Norman Jewison In the Heat of the Night, Poitier interpreta a Virgil Tibbs, un detective de Philadelphia que investiga un asesinato en el Sur Profundo del Mississippi junto a un policía racista encarnado por Rod Steiger. El film fue un éxito de público y crítica como la de Bosley Crowther del The New York Times calificándola de "la película más poderosa que he visto en mucho tiempo." Roger Ebert la puso entre las diez mejores películas de 1967. Art Murphy de Variety consideró que las excelentes actuaciones de Poitier y de Steiger superaron defectos notables, incluido un guion desigual. Poitier recibió una nominación a los Globos de Oro y a los Premios BAFTA por su actuación.
En el drama social de Stanley Kramer Guess Who's Coming to Dinner, Poitier encarna a un hombre que tienen una relación sentimental con una mujer blanca (Katharine Houghton) y va a conocer a los padres de ella (Katharine Hepburn y Spencer Tracy). La película fue una de las pocas películas de la época que mostraba un romance interracial de una manera positiva, ya que el matrimonio interracial había sido históricamente ilegal en la mayoría de los estados de los Estados Unidos. Todavía era ilegal en 17 estados, principalmente estados del sur, hasta el 12 de junio de 1967, seis meses antes de que se estrenara la película. La película fue un éxito de crítica y de taquilla. En su crítica cinematográfica, Roger Ebert describió al personaje de Poitier como "un experto médico noble, rico, inteligente, atractivo y ético" y que la película "es una magnífica pieza de entretenimiento. Te hará reír e incluso puede hacerte llorar." Para ganar su papel como el Dr. Prentice en la película, Poitier tuvo que hacer una audición para Tracy y Hepburn en dos cenas separadas.
Poitier empezó a ser criticado por encasillarse en personajes afroamericanos sobreidealizados a los que no se les permitía tener ningún defecto sexual o de personalidad, como su personaje en "Adivina quién viene a cenar". Poitier era consciente de este patrón, pero tenía conflictos al respecto. Quería papeles más variados, pero también se sentía obligado a dar ejemplo con sus personajes, desafiando viejos estereotipos, ya que era el único actor importante de ascendencia africana elegido para papeles protagónicos en la industria cinematográfica estadounidense en ese momento. Por ejemplo, en 1966, rechazó una oportunidad de interpretar el papel principal en una producción televisiva de la NBC de "Otelo" con ese espíritu en mente. A pesar de esto, muchas de las películas en las que Poitier actuó durante la década de los 60 serían citadas más tarde como thriller social tanto por los cineastas como por los críticos.

### 1970–1989: Transición a la dirección
In the Heat of the Night presentó al público a su personaje más famoso, Virgil Tibbs, que tuvo dos secuelas: Ahora me llaman Sr. Tibbs (They Call Me Mister Tibbs!) (1970) y El Inspector Tibbs contra la Organización (The Organization) (1971).
En 1972, hizo su debut en la dirección con el western Buck y el farsante (Buck and the Preacher, en el Poitier también protagoniza la cinta junto a Harry Belafonte y Ruby Dee. Poitier sustituyó al director original, Joseph Sargent. Sería su actual pareja y futura esposa Joanna Shimkus la que le animaría a coger este rol después de que el director original no accediera a ponerse al frente del proyecto. Al año siguiente, volvió a repetir en esta faceta con el drama romántico Un cálido diciembre (A Warm December). En esta película, volvía a liderar el reparto junto a Esther Anderson.
Junto a Barbra Streisand y Paul Newman, Poitier creó el First Artists Production Company para que los actores pudieran conseguir propiedades y desarrollar proyectos cinematográficos por sí mismos. Trabajando para First Artists, Poitier dirigió diferentes comedias de mucho éxito como Uptown Saturday Night (1974) con Bill Cosby y Harry Belafonte, Dos tramposos con suerte (Let's Do It Again) (1975) y De profesión: estafadores (A Piece of the Action) (1977), también con Cosby. Aunque si comedia más exitosa fue Locos de remate (Stir Crazy) (1980), protagonizado con Richard Pryor y Gene Wilder, que durante muchos años fue la película más taquillera dirigida por una persona de ascendencia africana.

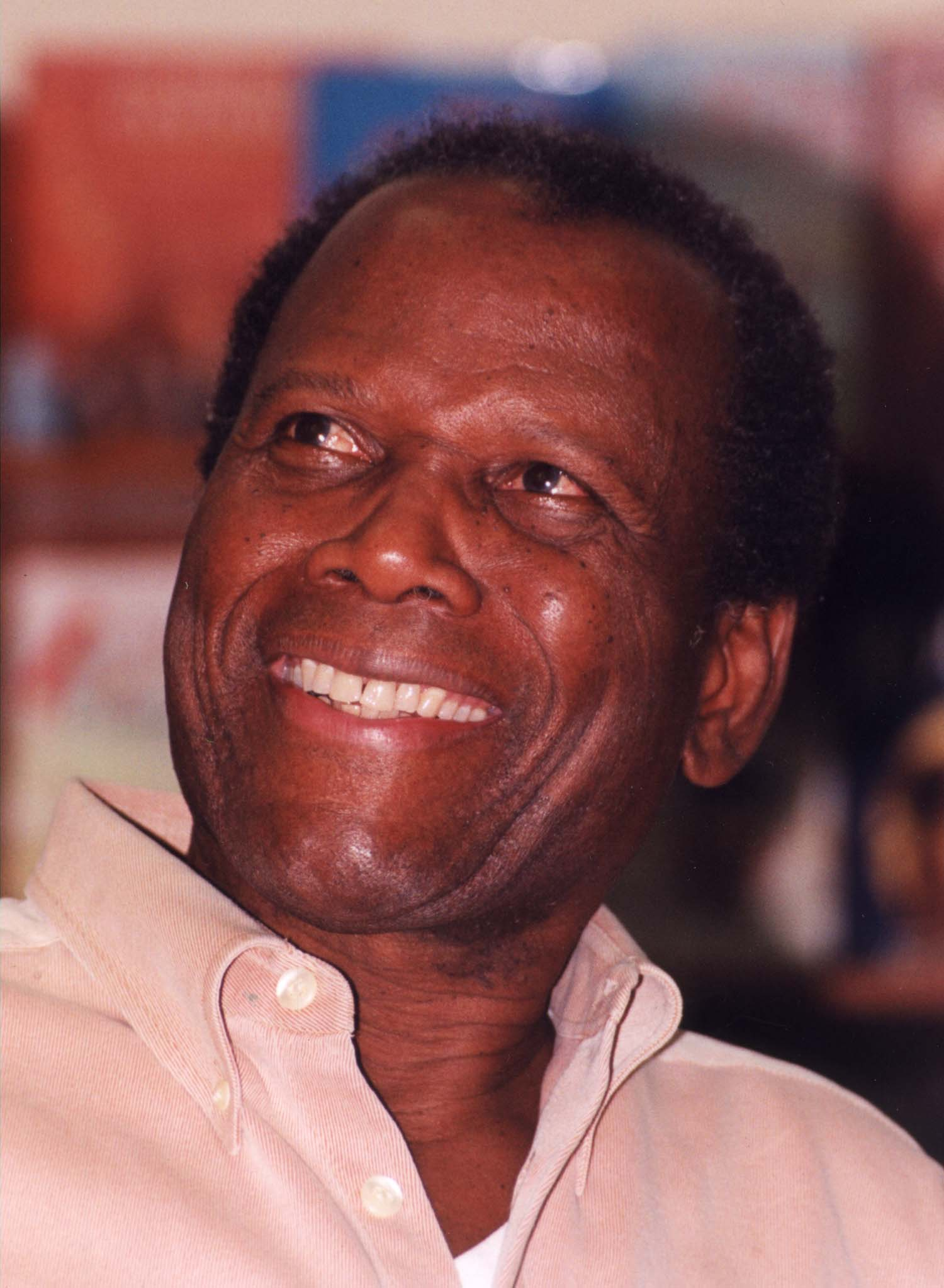
Poitier en 2000

En 1985, dirigió A marcha forzada (Fast Forward) y, en 1990, se reunió con Cosby al dirigirlo en la comedia familia Ghost Dad. Como actor, sus interpretaciones se espaciaron. Así, en la década de los 80, solo se le pudo ver en dos películas de 1988: Dispara a matar (Shoot to Kill) con Tom Berenger y Espías sin identidad (Littler Nikita) con River Phoenix.

### 1990–2022: Últimos trabajos
En 1992, formó parte del reparto de Los fisgones (Sneakers) junto a Robert Redford y Dan Aykroyd. En 1997, coprotagonizó The Jackal con Richard Gere y Bruce Willis.
En los 90, protagonizó diferentes películas de televisión y miniseries como Separate but Equal (1991), Rebelión en las aulas 2 (To Sir, with Love II) (1996), Mandela and de Klerk (1997) y La apacible vida de Noah Dearborn (The Simple Life of Noah Dearborn) (1999). Recibió la nominación al Emmy por su trabajo en Separate but Equal y Mandela and de Klerk, así como la nominación al Globo de Oro. Por contra, ganó el Grammy al mejor álbum hablado en 2001 por The Measure of a Man: A Spiritual Autobiography.
En 2002, Poitier recibió el Óscar Honorífico por su contribución al mundo del cine. Después de la ceremonia, Denzel Washington ganaría el mejor Actor por su interpretación en Training Day, convirtiéndose en el segundo actor negro en ganar el premio al mejor actor. En su discurso de victoria, Washington saludó a Poitier diciendo: "Siempre te perseguiré, Sidney. Siempre seguiré tus pasos. No hay nada que prefiera hacer, señor".
Con la muerte de Ernest Borgnine en 2012, Poitier se convirtíó en el actor más veterano en haber conseguido el Óscar al mejor actor. el 2 de marzo de 2014, Poitier aparecó junto a Angelina Jolie en la 86.ª edición de los Premios Óscar para presentar el premio al mejor director. Recibió una ovación de pie y Jolie le agradeció por todas sus contribuciones a Hollywood, afirmando: "Estamos en deuda con usted." Poitier dio un breve discurso, diciendo a sus compañeros que "sigan con el maravilloso trabajo" entre cálidos aplausos. En 2021, la Academia dedicó el vestíbulo del nuevo Museo de Cine de la Academia en Los Ángeles como el "Gran Vestíbulo Sidney Poitier" en su honor. Poitier fue un activista de toda la vida por la justicia racial y social. Rechazó papeles cinematográficos que consideró por considerar estereotipos raciales ofensivos.

## Cargos directivos y honorarios
De 1995 a 2003, Poitier fue miembro de dirección de the Walt Disney Company. En abril de 1997, Poitier fue nombrado embajador de Bahamas en Japón, una posición que mantuvo hasta 2007. De 2002 a 2007, fue también nombrado embajador de Bahamas en la UNESCO.

## Vida personal
Contrajo matrimonio por primera vez con Juanita Hardy el 29 de abril de 1950. En 1959, Poitier comenzó una relación que duró nueve años con la actriz Diahann Carroll. Esta relación duró hasta 1965. Posteriormente se casó con Joanna Shimkus, una actriz canadiense de ascendencia lituana, el 23 de enero de 1976. Tenía cuatro hijas de su primer matrimonio y otras dos de su segundo matrimonio. Su quinta hija es la actriz Sydney Tamiia Poitier.

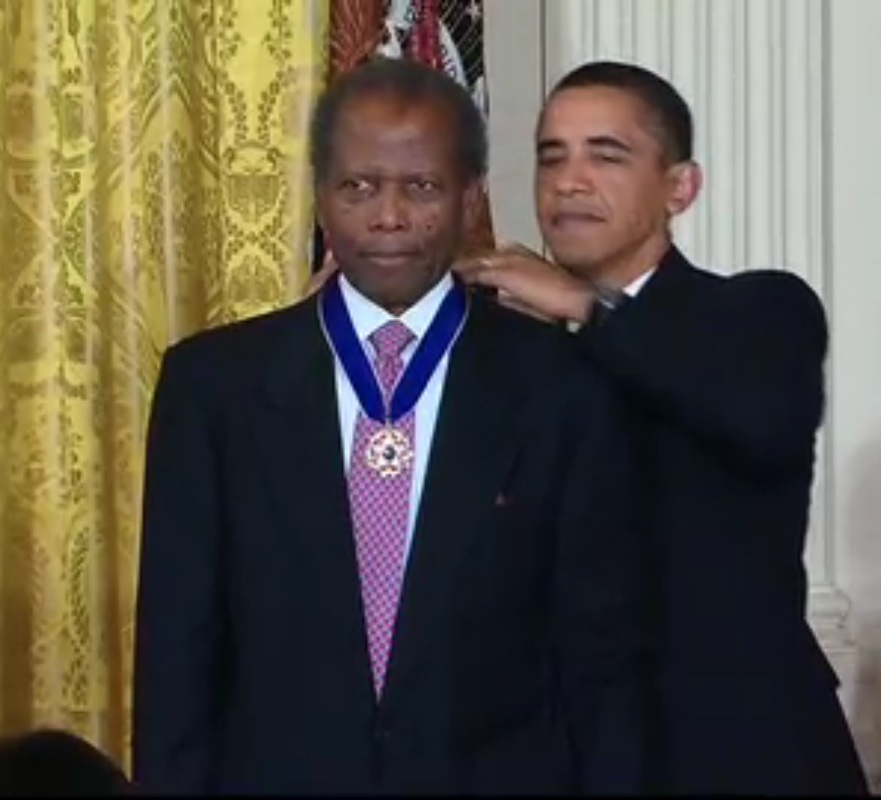
Poitier recibiendo la Medalla Presidencial de la Libertad de manos del presidente Barack Obama el 12 de agosto de 2009

## Libros
Escribió dos libros autobiográficos, This Life (1980) y The Measure of a Man: A Spiritual Autobiography (2000). También escribió Poitier la novela Montaro Caine (2013).

## Muerte
Falleció el 6 de enero de 2022 a los 94 años en su casa de Los Ángeles.
Su muerte fue lamentada por personajes de la industria como Martin Scorsese que escribió, "durante años, Sidney Poitier fue el centro de atención. Tenía una precisión vocal, una potencia física y una gracia que por momentos parecían casi sobrenaturales." También loaron la figura de Poititer personajes como Harry Belafonte, Morgan Freeman, Viola Davis, Whoopi Goldberg, Lupita Nyong'o, Halle Berry, Ava DuVernay, Oprah Winfrey, Octavia Spencer, Jeffrey Wright, Giancarlo Esposito, Quincy Jones, Michael Eisner, Ron Howard entre otros. Broadway le rindió tributo cuando los teatros apagaron sus luces el 19 de enero de 2022, a las 7:45 pm.

## Filmografía

### Como actor
Cine
| Año  | Título en España                          | Título original                  | Director                          | Personaje                |
| ---- | ----------------------------------------- | -------------------------------- | --------------------------------- | ------------------------ |
| 1947 | Sepia Cinderella                          | Sepia Cinderella                 | Arthur H. Leonard                 | Cliente de night club    |
| 1950 | Un rayo de luz                            | No Way Out                       | Joseph L. Mankiewicz              | Dr. Luther Brooks        |
| 1951 | Tierra prometida                          | Cry, The Beloved Country         | Zoltan Korda                      | Reverendo Msimangu       |
| 1952 | Hermanos ante el peligro                  | Red Ball Express                 | Budd Boetticher                   | Caporal Andrew Robertson |
| 1954 | Go Man Go                                 | Go Man Go                        | James Wong Howe                   | Inman Jackson            |
| 1955 | Semilla de maldad                         | Blackboard Jungle                | Richard Brooks                    | Gregory W. Miller        |
| 1956 | Adiós Lady                                | Good-bye, My Lady                | William A. Wellman                | Gates Watson             |
| 1957 | Donde la ciudad termina                   | Edge of the City                 | Martin Ritt                       | Tommy Tyler              |
| 1957 | Sangre sobre la tierra                    | Something of Value               | Richard Brooks                    | Kimani Wa Karanja        |
| 1957 | La marca del halcón                       | The Mark of the Hawk             | Michael Audley                    | Obam                     |
| 1957 | La esclava libre                          | Band of Angels                   | Raoul Walsh                       | Rau-Ru                   |
| 1958 | Fugitivos                                 | The Defiant Ones                 | Stanley Kramer                    | Noah Cullen              |
| 1958 | Virgin Island                             | Virgin Island                    | Pat Jackson                       | Marcus                   |
| 1959 | Porgy y Bess                              | Porgy and Bess                   | Otto Preminger y Rouben Mamoulian | Porgy                    |
| 1960 | El paso de la muerte                      | All the Young Men                | Hall Bartlett                     | Sgt. Eddie Towler        |
| 1961 | Un lunar en el sol                        | A Raisin in the Sun              | Daniel Petrie                     | Walter Lee Younger       |
| 1961 | Un día volveré                            | Paris Blues                      | Martin Ritt                       | Eddie Cook               |
| 1962 | La clave de la cuestión                   | Pressure Point                   | Hubert Cornfield                  | Doctor                   |
| 1963 | Los lirios del valle                      | Lilies of the Field              | Ralph Nelson                      | Homer Smith              |
| 1964 | Los invasores                             | The Long Ships                   | Jack Cardiff                      | Aly Mansuh               |
| 1965 | La historia más grande jamás contada      | The Greatest Story Ever Told     | George Stevens                    | Simón de Cirene          |
| 1965 | Estado de alarma                          | The Bedford Incident             | James B. Harris                   | Ben Munceford            |
| 1965 | La vida vale más                          | The Slender Thread               | Sydney Pollack                    | Alan Newell              |
| 1965 | Un retazo de azul                         | A Patch of Blue                  | Guy Green                         | Gordon Ralfe             |
| 1966 | Duelo en Diablo                           | Duel at Diablo                   | Ralph Nelson                      | Toller                   |
| 1967 | Rebelión en las aulas                     | To Sir, with love                | James Clavell                     | Mark Thackeray           |
| 1967 | En el calor de la noche                   | In the Heat of the Night         | Norman Jewison                    | Detective Virgil Tibbs   |
| 1967 | Adivina quién viene a cenar esta noche    | Guess Who's Coming to Dinner     | Stanley Kramer                    | John Prentice            |
| 1968 | Un hombre para Ivy                        | For Love of Ivy                  | Daniel Mann                       | Jack Parks               |
| 1969 | El hombre perdido                         | The Lost Man                     | Robert Alan Aurthur               | Jason Higgs              |
| 1970 | Ahora me llaman Sr. Tibbs                 | They Call Me MISTER Tibbs!       | Gordon Douglas                    | Virgil Tibbs             |
| 1971 | Como el viento                            | Brother John                     | James Goldstone                   | John Kane                |
| 1971 | El Inspector Tibbs contra la Organización | The Organization                 | Don Medford                       | Virgil Tibbs             |
| 1972 | Buck y el farsante                        | Buck and the Preacher            | Sidney Poitier y Joseph Sargent   | Buck                     |
| 1973 | Un cálido diciembre                       | A Warm December                  | Sidney Poitier                    | Dr. Matt Younger         |
| 1974 | Uptown Saturday Night                     | Uptown Saturday Night            | Sidney Poitier                    | Steve Jackson            |
| 1975 | La conspiración                           | The Wilby Conspiracy             | Ralph Nelson                      | Shack Twala              |
| 1975 | Dos tramposos con suerte                  | Let's Do it Again                | Sidney Poitier                    | Clyde Williams           |
| 1977 | De profesión: estafadores                 | A Piece of the Action            | Sidney Poitier                    | Manny Durrell            |
| 1988 | Dispara a matar                           | Shoot to Kill                    | Roger Spottiswoode                | Warren Stantin           |
| 1988 | Espías sin identidad                      | Little Nikita                    | Richard Benjamin                  | Roy Parmenter            |
| 1992 | Los fisgones                              | Sneakers                         | Phil Alden Robinson               | Crease                   |
| 1996 | Rebelión en las aulas 2                   | To Sir, with Love II             | Peter Bogdanovich                 | Mark Thackeray           |
| 1997 | The Jackal                                | The Jackal                       | Michael Caton-Jones               | Preston                  |
| 1997 | Mandela and de Klerk                      | Mandela and de Klerk             | Joseph Sargent                    | Nelson Mandela           |
| 1998 | Escapar del edén                          | Free of Eden                     | Leon Ichaso                       | Will Cleamons            |
| 1998 | El silencio de los inocentes              | David and Lisa                   | Lloyd Kramer                      | Dr. Jack Miller          |
| 1999 | La apacible vida de Noah Dearborn         | The Simple Life Of Noah Dearborn | Gregg Champion                    | Noah Dearborn            |
| 2001 | El constructor de sueños                  | The Last Brickmaker in America   | Gregg Champion                    | Henry Cobb               |

Televisión
| Año       | Título original                 | Director | Personaje         | Nota                                 |
| --------- | ------------------------------- | -------- | ----------------- | ------------------------------------ |
| 1952      | Omnibus                         |          |                   | Episodio: "The Trial of Anne Boleyn" |
| 1955      | Kraft Television Theatre        |          |                   | Episodio: "The Fascinating Stranger" |
| 1952-1955 | The Philco Television Playhouse |          | Tommy Tyler       | 2 episodios                          |
| 1991      | Separate But Equal              |          | Thurgood Marshall | Miniserie de TV                      |
| 1995      | Children of the Dust            |          | Gypsy Smith       | Miniserie de TV                      |

### Como director
| Año  | Título en España                   | Título original        |
| ---- | ---------------------------------- | ---------------------- |
| 1972 | Buck y el farsante                 | Buck and the Preacher  |
| 1973 | Un cálido diciembre                | A Warm December        |
| 1974 | Uptown Saturday Night              | Uptown Saturday Night  |
| 1975 | Dos tramposos con suerte           | Let's Do it Again      |
| 1977 | De profesión: estafadores          | A Piece of the Action' |
| 1980 | Locos de remate                    | Stir Crazy             |
| 1982 | Hanky Panky: Una fuga muy chiflada | Hanky Panky            |
| 1985 | A marcha forzada                   | Fast Forward           |
| 1990 | Ghost Dad                          | Ghost Dad              |

## Premios y nominaciones
Premios Óscar
| Año  | Categoría        | Película             | Resultado |
| ---- | ---------------- | -------------------- | --------- |
| 1959 | Mejor actor      | The Defiant Ones     | Nominado  |
| 1964 | Mejor actor      | Los lirios del valle | Ganador   |
| 2002 | Óscar Honorífico | Óscar Honorífico     | Ganador   |

Premios BAFTA
| Año  | Categoría              | Película                 | Resultado |
| ---- | ---------------------- | ------------------------ | --------- |
| 1958 | Mejor actor extranjero | Edge of the City         | Nominado  |
| 1959 | Mejor actor extranjero | The Defiant Ones         | Ganador   |
| 1962 | Mejor actor extranjero | A Raisin in the Sun      | Nominado  |
| 1965 | Mejor actor extranjero | Los lirios del valle     | Nominado  |
| 1967 | Mejor actor extranjero | A Patch of Blue          | Nominado  |
| 1968 | Mejor actor extranjero | In the Heat of the Night | Nominado  |

Premios Globo de Oro
| Año                 | Categoría                           | Película                 | Resultado |
| Cine                | Cine                                | Cine                     | Cine      |
| ------------------- | ----------------------------------- | ------------------------ | --------- |
| 1959                | Mejor actor - Drama                 | The Defiant Ones         | Nominado  |
| 1960                | Mejor actor - Comedia o musical     | Porgy and Bess           | Nominado  |
| 1962                | Mejor actor - Drama                 | A Raisin in the Sun      | Nominado  |
| 1964                | Mejor actor - Drama                 | Lilies of the Field      | Ganador   |
| 1966                | Mejor actor - Drama                 | A Patch of Blue          | Nominado  |
| 1968                | Mejor actor - Drama                 | In the Heat of the Night | Nominado  |
| Televisión          |                                     |                          |           |
| 1992                | Mejor actor - Miniserie o telefilme | Separate But Equal       | Nominado  |
| Premios honoríficos |                                     |                          |           |
| 1969                | Premio Henrietta                    | Premio Henrietta         | Ganador   |
| 1970                | Premio Henrietta                    | Premio Henrietta         | Ganador   |
| 1971                | Premio Henrietta                    | Premio Henrietta         | Ganador   |
| 1982                | Premio Cecil B. DeMille             | Premio Cecil B. DeMille  | Ganador   |

Premios del Sindicato de Actores
| Año  | Categoría                           | Trabajo              | Resultado |
| ---- | ----------------------------------- | -------------------- | --------- |
| 1998 | Mejor actor - Miniserie o telefilme | Mandela and de Klerk | Nominado  |
| 2000 | Life Achievement Award              | —                    | Ganador   |

Premios Primetime Emmy
| Año  | Categoría                           | Trabajo              | Resultado |
| ---- | ----------------------------------- | -------------------- | --------- |
| 1991 | Mejor actor - Miniserie o telefilme | Separate But Equal   | Nominado  |
| 1997 | Mejor actor - Miniserie o telefilme | Mandela and de Klerk | Nominado  |

Premios Grammy
| Año  | Categoría           | Trabajo              | Resultado |
| ---- | ------------------- | -------------------- | --------- |
| 2001 | Mejor álbum hablado | The Measure of a Man | Ganador   |

Festival Internacional de Cine de Berlín
| Año  | Categoría                      | Película             | Resultado |
| ---- | ------------------------------ | -------------------- | --------- |
| 1958 | Oso de Plata al mejor actor    | Fugitivos            | Ganador   |
| 1963 | Oso de Plata a la mejor actriz | Los lirios del valle | Ganador   |

Festival Internacional de Cine de San Sebastián
| Año  | Categoría                      | Película           | Resultado |
| ---- | ------------------------------ | ------------------ | --------- |
| 1968 | Concha de Plata al mejor actor | Un hombre para Ivy | Ganador   |